# Centre-Val de Loire
Centre-Val de Loire (tạm dịch: Trung Bộ-Loa Cốc, trước 17 tháng 1 năm 2015 là Centre) là một vùng của nước Pháp, bao gồm 06 tỉnh Cher, Eure-et-Loir, Indre, Indre-et-Loire, Loir-et-Cher và Loiret. Thủ phủ của vùng này là thành phố Orléans.